# In Times
In Times är det norska metal-bandet Enslaveds trettonde studioalbum. Albumet utgavs mars 2015 av skivbolaget Nuclear Blast.

## Låtlista
1. "Thurisaz Dreaming" – 8:13
2. "Building With Fire" – 8:49
3. "One Thousand Years of Rain" – 8:13
4. "Nauthir Bleeding" – 8:10
5. "In Times" – 10:44
6. "Daylight" – 8:56

Texter: Kjetil Tvedte Grutle/Ivar Skontorp Peersen. Musik: Ivar Skontorp Peersen.

## Medverkande
Enslaved
- Grutle Kjellson (eg. Kjetil Tvedte Grutle) – sång, basgitarr, ståbas, ljudeffekter
- Ivar Bjørnson (Ivar Skontorp Peersen) – gitarr, ljudeffekter, keyboard, piano, sång
- Ice Dale (Arve Isdal) – sologitarr, bakgrundssång
- Herbrand Larsen – keyboard, orgel, sång
- Cato Bekkevold – trummor

Bidragande musiker
- Iver Sandøy – ljudeffekter, bakgrundssång
- Kvitrafn (Einar Selvik) – sång (spår 3)

Produktion
- Grutle Kjellson – producent, omslagsdesign
- Ivar Bjørnson – producent, ljudtekniker, omslagsdesign
- Tonie E. Peersen – producent
- Ice Dale – ljudtekniker
- Herbrand Larsen – producent, ljudtekniker
- Iver Sandøy – producent, ljudtekniker
- Jens Bogren – mixning
- Tony Lindgren – mastering
- Truls Espedal – omslagsdesign
- Tim Tronckoe – foto